# Накануне (газета)

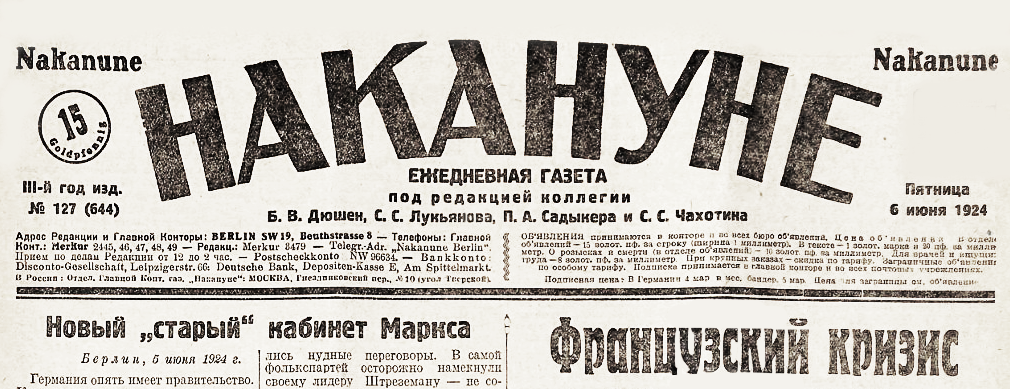
Заглавие ежедневной газеты «Накануне».
№ 127 (644) 6 июня 1924 года. Под редакцией коллегии:
Б.В. Дюшен, С.С. Лукьянов, П.А. Садыкер, С.С. Чахотин

Накану́не — газета, центральный печатный орган сменовеховцев, была основана в Берлине в марте 1922 года.  Всего вышел 651 номер газеты: первый — 26 марта 1922, последний — 15 июня 1924 года. 
Газета продолжила идеологическую линию сборника «Смена вех» (Прага, 1921) и журнала «Смена вех» (Париж, октябрь 1921 — март 1922).  Газета активно распространяла идеи  «возвращенчества» в Советскую Россию и была инструментом внешнеполитической пропаганды Советской России. «Накануне» была единственной эмигрантской газетой, разрешенной к ввозу в Советскую Россию.

## История
Издание газеты было организовано в Берлине, так как там находилось большое количество эмигрантов, бежавших из России во время гражданской войны. Директором-распорядителем акционерного общества «Накануне» был Павел Абрамович Садыкер, который также состоял членом редколлегии газеты. 
Массовая аудитория могла обеспечить газете финансовый успех, на этом также настаивали представители Советской России, которые стремились влиять на эмигрантскую интеллигенцию, открытую к идеям сменовеховцев, чего нельзя было сказать об офицерах Белой армии. 
В издании газеты было задействовано более 400 корреспондентов из числа эмигрантской интеллигенции. В газете печатались также те, кто не покидал Россию и, поскольку свежие номера «Накануне» доставлялись в Москву авиакомпанией «Дерулуфт», на страницах газеты шел диалог двух разделенных гражданской войной частей российской интеллигенции — эмигрантской и советской.
Для приёма произведений советских авторов, а также для распространения газеты в России Наркоминделом была учреждена московская редакция «Накануне», располагавшаяся на первом этаже дома Нирнзее. Заведующим редакцией был назначен М. Ю. Левидов, который в то время был представителем РОСТА в Лондоне и не мог сразу приступить к обязанностям, временно обязанности заведующего были возложены на видного сотрудника НКИД М. И. Кричевского, который был и без того загружен работой и фактически в редакции распоряжалась его жена. При ней редакция приобрела черты литературного салона, ставшие ещё явственней после прибытия в Москву и вступления в должность Левидова. Впрочем, для Левидова «Накануне» была дополнением к основной его должности, заведующим иностранным отделом РОСТА. Всей повседневной деятельностью редакции ведал литературный секретарь Эмилий Миндлин.
Постоянными авторами «Накануне» были М. Булгаков, С. Есенин, В. Катаев, К. Федин, А. Неверов, О. Мандельштам, М. Зощенко, Б. Пильняк, А. Яковлев, В. Шершеневич, З. Венгерова и многие другие.
15 июня 1924 газета прекратила существование по причине финансовых трудностей и разногласий в редколлегии. Официально было объявлено, что газета выполнила свою функцию в «разложении белой эмиграции».

Позже, в 1994—1995 годах в России, в Москве, выходила общественно-историческая просветительская газета под одноименным названием «Накануне» (учредитель «Элион-Центр»; главный редактор — Бень, Евгений Моисеевич), отстаивавшая традиции классической культуры. В газете публиковались известные писатели, публицисты, искусствоведы.

## Главные редакторы и сотрудники «Накануне»
- Первым редактором был Ю. В. Ключников

Редколлегия: Г. Л. Кирдецов, Б. В. Дюшен, С. С. Лукьянов, Ю. Н. Потехин
- С  23 августа 1922 года (№ 114 газеты) главным редактором стал Г. Л. Кирдецов (Дворжецкий, псевдоним Фиц-Патрик)

Редколлегия: С. С. Лукьянов, П. А. Садыкер, С. С. Чахотин

### Московская редакция
- Исполняющий обязанности — Михаил Ильич Кричевский.
- Фактический руководитель — Евгения Михайловна Кричевская.
- Заведующий редакцией — М. Ю. Левидов
- Литературный секретарь редакции — Эм. Миндлин.

## Приложения
- Литературное приложение под редакцией А. Н. Толстого выходило по воскресеньям.

Литературное приложение издавала московская редакция газеты, хотя сам редактор — А. Н. Толстой — находился в Берлине. После того как в августе 1923 года А. Н. Толстой перебрался на жительство в Советскую Россию, место редактора Литературного приложения занял журналист-белоэмигрант Роман Гуль. Он выпускал его до прекращения издания газеты, однако его имя в выходных данных приложения никогда не упоминалось. В приложении печатались преимущественно писатели, жившие в Советской России.
- Экономическое обозрение под редакцией профессора Г. Г. Швиттау выходило  по четвергам
- Кинообозрение под редакцией О. С. Мельника